# 真幸中継局

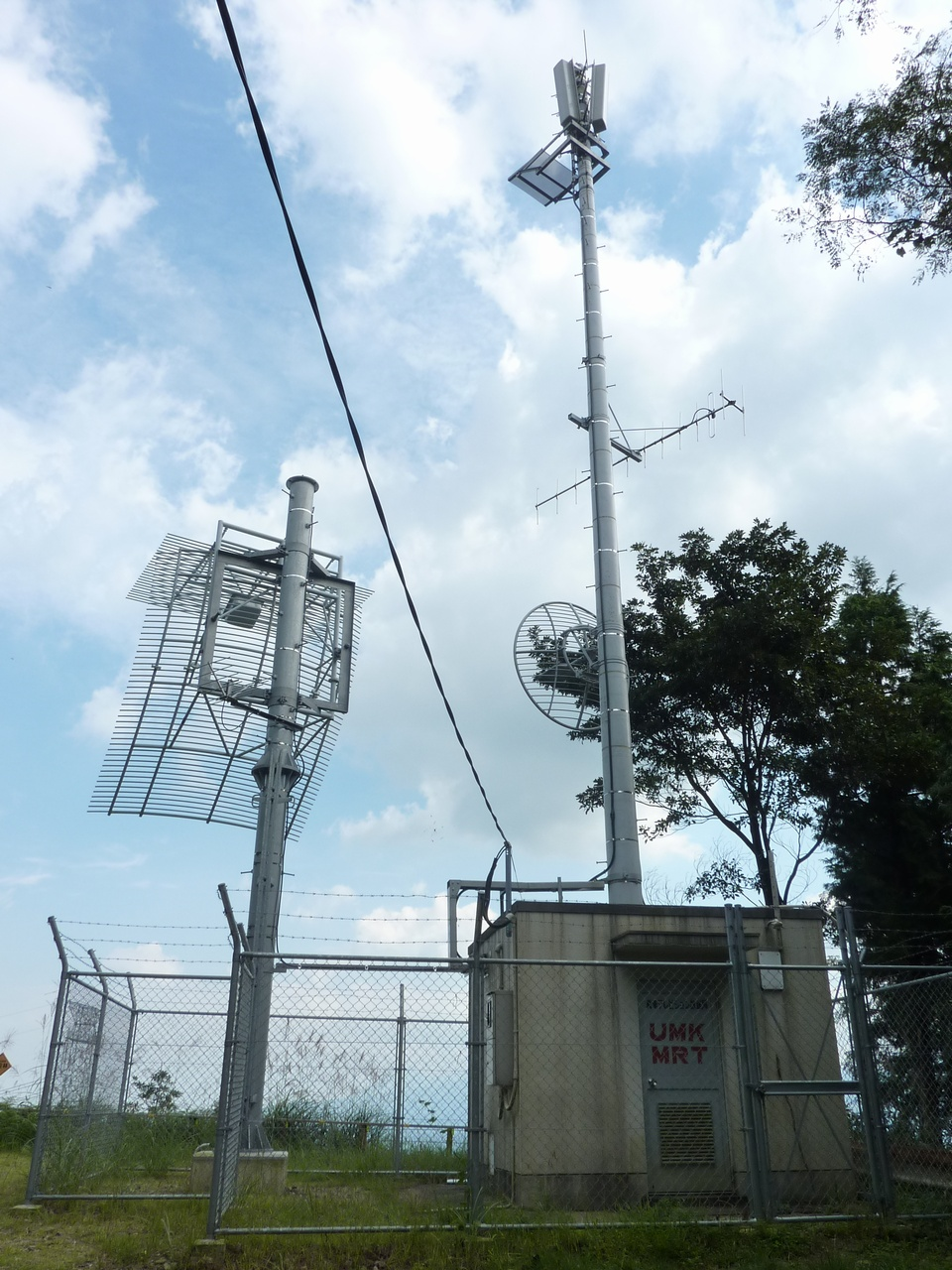
MRT・UMK真幸中継局

真幸中継局（まさきちゅうけいきょく）は、宮崎県えびの市の西側、大字内竪字山神にあるテレビ放送の中継局である。

## 概要
えびの市域の基幹中継局としては、同市東側へ1960年代に設置された飯野中継局があり、1970年代（民放局は1980年代）に設置された真幸中継局は補完的な位置づけであった。しかし、えびの市南西に位置する鹿児島県湧水町にある吉松中継局の電波を受信するためのUHFアンテナで真幸中継局も同時に受信できるため、えびの市内では真幸中継局の受信が一般化した。2008年に地上デジタル放送の中継局が設置された際に真幸中継局は「重要中継局」と位置づけられ、飯野中継局と同時開局となり、送信出力も飯野中継局と同等に引き上げられている。

## 放送設備

### 地上デジタルテレビ放送
| ID | 放送局名      | 放送局名      | 物理チャンネル | 空中線電力 | ERP   | 放送対象地域 |
| -- | ------------- | ------------- | -------------- | ---------- | ----- | ------------ |
| 1  | NHK宮崎       | 総合          | 29ch           | 3W         | 19W   | 宮崎県       |
| 2  | NHK宮崎       | Eテレ         | 28ch           | 3W         | 16.5W | 全国         |
| 3  | UMKテレビ宮崎 | UMKテレビ宮崎 | 31ch           | 3W         | 12.5W | 宮崎県       |
| 6  | MRT宮崎放送   | MRT宮崎放送   | 30ch           | 3W         | 12.5W | 宮崎県       |

#### 補足
地上デジタルテレビ放送は2008年7月1日から本放送開始。予備免許は同年5月29日に交付、試験放送は同年6月9日から実施していた。
主な受信地域：宮崎県えびの市・小林市の各一部、エリア内受信世帯：9,657世帯。出力については地上アナログテレビ放送と同じ為、事実上の増力となる。

### 地上アナログテレビ放送（運用終了）
2011年7月24日に放送終了。
| 放送局名      | チャンネル | 空中線電力        | ERP               | 放送対象地域 | 放送区域内世帯数 |
| ------------- | ---------- | ----------------- | ----------------- | ------------ | ---------------- |
| MRT宮崎放送   | 40ch       | 映像3W /音声750mW | 映像15W /音声3.8W | 宮崎県       | -                |
| UMKテレビ宮崎 | 42ch       | 映像3W /音声750mW | 映像15W /音声3.8W | 宮崎県       | -                |
| NHK宮崎教育   | 46ch       | 映像3W /音声750mW | 映像18W /音声4.5W | 全国         | -                |
| NHK宮崎総合   | 48ch       | 映像3W /音声750mW | 映像18W /音声4.5W | 宮崎県       | -                |